# Byggningsjön
Byggningsjön är en sjö i Älvdalens kommun i Dalarna och ingår i Dalälvens huvudavrinningsområde. Sjön har en area på 0,421 kvadratkilometer och ligger 644,5 meter över havet. Sjön avvattnas av vattendraget Byggningan.

## Delavrinningsområde
Byggningsjön ingår i det delavrinningsområde (685508-133700) som SMHI kallar för Utloppet av Byggningsjön. Medelhöjden är 656 meter över havet och ytan är 1,94 kvadratkilometer. Det finns inga avrinningsområden uppströms utan avrinningsområdet är högsta punkten. Byggningan som avvattnar avrinningsområdet har biflödesordning 2, vilket innebär att vattnet flödar genom totalt 2 vattendrag innan det når havet efter 470 kilometer. Avrinningsområdet består mestadels av skog (73 procent). Avrinningsområdet har 0,43 kvadratkilometer vattenytor vilket ger det en sjöprocent på 21,9 procent.